# Parola di giornalista
Parola di giornalista è un saggio  di Vittorio Zucconi che riporta l'esperienza vissuta dal giornalista in qualità di corrispondente estero, in diversi paesi del mondo.

## Trama
Il libro è suddiviso in trenta capitoli. Un trentunesimo capitolo è stato scritto successivamente per l'edizione on line del libro, riportato dal quotidiano La Repubblica. Ogni capitolo rappresenta l'esperienza vissuta in un determinato paese del mondo, fatta eccezione per i primi capitoli in cui vi è la storia della decisione dello scrittore di intraprendere tale professione e i primi anni di gavetta. Il libro, scritto con un taglio ironico, vuole dare uno spaccato della cultura, delle usanze e delle stranezze dei paesi visitati. Indirettamente mostra le difficoltà e gli aspetti comici della professione di giornalista. Nel capitolo riferito all'esperienza vissuta come corrispondente a Bruxelles nelle istituzioni europee, l'autore propone le gaffes dei politici italiani presso tali enti.

### Paesi descritti
I paesi in cui l'autore ha prestato la propria attività di corrispondente e che vengono trattati dal libro sono: Belgio, Stati Uniti, URSS, Giappone.

## Edizioni
- Vittorio Zucconi, Parola di giornalista, Milano, Rizzoli, 1990, ISBN 88-17-84007-6, OCLC 799988521.

## Riconoscimenti
- Nel 1990, il libro ha vinto il Premio Nazionale Rhegium Julii nella sezione Giornalismo.[2]